# 상대 특수 가나 표기법
상대 특수 가나 표기법(일본어: 上代特殊仮名遣)은 나라 시대에 쓰인 《고사기》, 《일본서기》, 《만엽집》 등의 만요가나 문헌에서 사용된 상대 일본어에서의 가나 표기법이다. 명칭은 일본어학자 하시모토 신키치(일본어: 橋本進吉)의 논문 〈상대 문헌에 존재하는 특수한 가나 표기법과 당시의 어법(上代の文献に存する特殊の仮名遣と当時の語法)〉에서 유래되었으며, 간단하게 '상대 가나(일본어: 上代仮名)'라고도 불리기도 한다. 특히 상대어의 8모음설은 널리 받아들여져 반쯤 정설이 되었으나, 1970년대에 들어 이에 대해 이견을 제시하는 학설이 잇따라 등장하여, 현재 결론은 나지 않았다. 장기간에 걸쳐 정설이 된 8모음설의 각 방면에 준 영향은 크며, 8모음설만을 근거로 하여 부정된 학설도 많다.

## 개요
현대일본어의 오십음 중 イ단의 キ・ヒ・ミ, エ단의 ケ・へ・メ, オ단의 コ・ソ・ト・ノ(・モ)・ヨ・ロ라는 열세 개의 음이 나라시대 이전의 상대시대에는 갑류(甲類)와 을류(乙類)의 양자로 엄격히 구별되었던 것을 알 수 있다. 단, モ의 구별은 《고사기》에서만 볼 수 있다. エ도 두 종류로 나뉘어서 쓰이긴 했으나, 이는 ア행의 エ와 ヤ행의 エ의 구별로 간주해서 상대 특수 가나 표기법에 포함하지 않는 것이 일반적이다. 또한 갑・을의 구별은 탁음 ギ・ビ・ゲ・ベ・ゴ・ゾ・ド에도 존재한다. 이를 표로 정리하면 다음과 같다.
|      | ア단 | イ단 | イ단 | ウ단 | エ단 | エ단 | オ단 | オ단 |
| ア행 | ア   | イ   | イ   | ウ   | エ   | エ   | オ   | オ   |
| カ행 | カ   | キ갑 | キ을 | ク   | ケ갑 | ケ을 | コ갑 | コ을 |
| ガ행 | ガ   | ギ갑 | ギ을 | グ   | ゲ갑 | ゲ을 | ゴ갑 | ゴ을 |
| サ행 | サ   | シ   | シ   | ス   | セ   | セ   | ソ갑 | ソ을 |
| ザ행 | ザ   | ジ   | ジ   | ズ   | ゼ   | ゼ   | ゾ갑 | ゾ을 |
| タ행 | タ   | チ   | チ   | ツ   | テ   | テ   | ト갑 | ト을 |
| ダ행 | ダ   | ヂ   | ヂ   | ヅ   | デ   | デ   | ド갑 | ド을 |
| ナ행 | ナ   | ニ   | ニ   | ヌ   | ネ   | ネ   | ノ갑 | ノ을 |
| ハ행 | ハ   | ヒ갑 | ヒ을 | フ   | ヘ갑 | ヘ을 | ホ   | ホ   |
| バ행 | バ   | ビ갑 | ビ을 | ブ   | ベ갑 | ベ을 | ボ   | ボ   |
| マ행 | マ   | ミ갑 | ミ을 | ム   | メ갑 | メ을 | モ갑 | モ을 |
| ヤ행 | ヤ   |      |      | ユ   | エ   | エ   | ヨ갑 | ヨ을 |
| ラ행 | ラ   | リ   | リ   | ル   | レ   | レ   | ロ갑 | ロ을 |
| ワ행 | ワ   | ヰ   | ヰ   |      | ヱ   | ヱ   | ヲ   | ヲ   |

갑과 을의 구별에 대한 예를 들자면, き를 표현하는 만요가나에는 秋(あき, 가을)・君(きみ, 그대)・時(とき, 시간)・聞(きく, 듣다)의 き를 표현하기 위한 支・吉・峡・来・棄 등의 한자(갑류)와 霧(きり, 안개)・岸(きし, 벼랑)・月(つき, 달)・木(き, 나무)의 き를 표현하기 위한 己・紀・記・忌・氣 등의 한자(을류)가 있다. 상대의 문헌에서는 일부의 예외를 제외하고는 쓰임에 따른 구별이 정연하게 나타난다.
이런 갑을의 구별은 하나의 단어마다 관습적으로 기억해서 씀에 따라 나뉜 것이 아니고, 상대에 존재했던 어떤 음운의 구별에 의한 것이라는 설이 세워졌다. 상대에는 アイウエオ의 5음 중에서 イエオ만이 두 종류의 음으로 나뉘어 모음이 8개였으며, 상대일본어는 흔히 말하는 50음이 아닌 88음(갑류와 을류의 モ를 하나로 볼 경우 87음)이 있었다는 것이다. 그리고 헤이안 시대 이후에는 그런 음의 구별이 옅어졌기 때문에 각각 통합되어 있었다고 생각하는 것이다. 다만 실제의 음가에 대해서는 명확하지 않은 점이 많고, 또 개별적인 음소로서 존재했었던 것인가에 대해서도 주장이 다르다.
상대 특수 가나 표기법이 폐지되고 나서는 가나가 발달했기 때문에, 이를 표현하는 가나문자는 존재하지 않는다. 그 때문에 문자 상으로 갑을의 구별을 할 필요가 있을 때는 '갑'・'을'이라고 명기하거나, 을을 명기하거나, 좌우에 세로선을 긋거나, 로마자로 표기하고 움라우트를 찍거나, 히라가나와 가타가나로 구별하고 있다.

## 특수 가나 표기법의 발견
상대 특수 가나 표기법은 먼저 모토오리 노리나가에 의해 연구의 실마리가 잡혔다. 노리나가가 저술한 《고사기전(古事記伝)》(《고사기》의 주석서) 제1권의 '가나에 대해(假字の事)'는 같은 음이라도 단어에 따라 그에 맞는 가나가 분별되어 쓰이고 있다는 것을 지적하고 있다. 다만 그 지적은 아직 일부에 한한 것이었으며, 노리나가의 착상을 거듭 발전시킨 것이 그의 제자인 이시즈카 다츠마로(일본어: 石塚龍麿)가 쓴 《가나 표기법 깊은 산길(仮名遣奥山路)》이다. 이는 만요가나가 사용된 《고사기》, 《일본서기》, 《만엽집》에 대해 그 용법을 조사·정리한 것이다. 여기서 이시즈카는 만요가나에서 エ・キ・ケ・コ・ソ・ト・ヌ・ヒ・ヘ・ミ・メ・ヨ・ロ・チ・モ의 15자가 용법에 따라 구별되어 쓰인다고 결론지었다. 그러나 당시에는 본문의 신빈성에 관한 비평이 성하지 않았으며, 조사에 사용된 텍스트에 오기가 포함되어 있었다는 점이나 가나의 용법 구분이 음운의 차이에 귀결된다는 결론이 내려지지 않은 점도 있어, 주목을 끌어들이지 못했다.

## 8모음설

### 하시모토 신키치
노리나가와 이시즈카가 진행한 이 연구는 오랫동안 평가되지 않고 묻혀 있었으나, 하시모토 신키치에 의해 재발견되어, 1917년에 〈제국문학(일본어: 帝国文学〉에 발표된 논문 〈국어 가나 표기법 연구사의 한 발견 - 이시즈카 다츠마로의 가나 표기법 깊은 산길에 대해(国語仮名遣研究史の一発見―石塚龍麿の仮名遣奥山路について―)〉으로 학계에서 평가되기 시작했다. 또한 하시모토 이후의 연구에서는 이시즈카 다츠마로가 지적한 チ의 용법에 따른 구별을 인정하지 않아, エ・キ・ケ・コ・ソ・ト・ノ・ヒ・ヘ・ミ・メ・ヨ・ロ・モ의 14종류(및 대응하는 탁음이 있을 경우 그 탁음)를 고대 특유의 분별로 여기고 있다. 이 분별을 하시모토는 '상대 특수 가나 표기법'이라고 명명했다. 또 モ의 용법 구별은 고사기에서만 보이며, 이는 일본서기 같은 후세의 사료보다도 더 오래된 시대의 구별이 남아 있었던 것으로 여겨지고 있다.
'野'는 만엽집따위에서 원래는 ぬ라고 읽었었으나, 이는 奴・怒 같은 만요가나가 쓰였기 때문이다. 하시모토는 이를 ノ갑류에 분류하여 ヌ가 아닌 ノ에 두 종류가 있는 것이라고 하였다.
또한 긴다이치 교스케(일본어: 金田一京助)는 갑류를 i・e・o로, 을류를 ï・ë・ö로 표기하는 음성기호 상의 구별을 처음으로 행하여, 그 뒤의 각종 논문에서 움라우트는 을류 모음을 나타내는 라틴 문자 혹은 음성기호로서 널리 쓰이게 된다.

### 아리사카 히데요
아리사카 히데요(일본어: 有坂秀世)는 1934년의 논문 〈고대일본어에서의 음절 결합의 법칙(古代日本語における音節結合の法則)에서 상대 특수 가나 표기법에 관한 다음과 같은 법칙을 발표했다.
1. オ단 갑류의 음과 オ단 을류의 음은 동일 결합단위 내에 공존하는 경우가 없다.
2. ウ단 음과 オ단 을류의 음은 동일 결합단위 내에 공존하는 경우가 적다. 특히 2음절의 결합단위에 대해서는 예외가 없다.
3. ア단 음과 オ단 을류의 음은 동일 결합단위 내에 공존하는 경우가 적다.

실제로 이 법칙이 발표된 것은 1932년의 논문 〈고사기에서의 モ의 가나 용법에 대해(古事記におけるモの仮名の用法について)〉이지만, 그가 이 법칙에 강한 확신을 가지고 발표한 것은 앞에서 서술한 논문이다. 거의 같은 취지의 내용을 거의 같은 시기에 이케가미 데이조(일본어: 池上禎造)도 발표했기 때문에, 이 법칙을 '아리사카・이케가미 법칙'이라고 부른다. 모음끼리 공존하기 쉬운 그룹을 만들고, 서로 같은 그룹에 속하는 모음끼리는 공존하기 쉬우며 다른 그룹에 속하는 모음과는 공존하기 어려운 경향은 튀르키예어나 한국어 같은 알타이어족에서 보이는 현상인 모음조화의 흔적으로 보여, 아리사카의 법칙은 일본어가 알타이어족임을 보여주는 하나의 증거로 여겨졌다.
하시모토・아리사카가 행한 이런 연구에 의해 상대 특수 가나 표기법은 일본어학계에서 정설로 받아들여졌다. 당시 학계에서는 고사기가 후세에 편찬된 위서라는 설을 주창하는 자들이 적잖이 있었으나, 고사기가 다른 고사고전(古史古伝) 과는 다르게 상대 특수 가나 표기법이 존재한다는 것, 게다가 일본서기가 편찬된 시점에서는 소멸한 오래된 구별이라고 생각되는 モ의 구별이 남아 있었다는 것이 판명되어, 고사기가 위서가 아니라 실제로 일본서기보다 오래된 문헌이라는 것이 거의 학장되었다. 또한 이른 바 고사고전의 다케우치 문서(일본어: 竹内文書)따위에 사용되는 신대문자도, '상대에는 모음이 8개였는데 어째서인지 모음이 현재와 같이 5개밖에 없으며 상대의 가나 표기법을 따르고 있지 않다'는 이유로, 그러한 가나 표기법의 구별이 없어진 후세의 위서로서 부정되었다. 이에 관련하여 하시모토는 1942년 제2차 아마쓰(天津)교 탄압사건 재판 때에 검찰측 증인으로 출정했다.

### 오노 스스무
하시모토 이후 진행되어 온 상대 특수 가나 표기법에 관한 고전적 통설을 완성시킨 자가 오노 스스무이다. 오노는 하시모토, 아리사카 등의 연구를 이어 상대 특수 가나 표기법은 그대로 8세기 상대어의 모음음소를 나타낸다고 해석하는 것이 자연스럽다고 이해했다. 더욱이 그 만요가나의 음독에 사용되는 한자의 당시의 중국어 추정음(중고음) 등을 참고하여, 'イ단 을・エ단 을・オ단 을'이라는 세 을류 모음의 구체적인 발음은 중설 모음일 것이라고 추정했다. 예를 들어 イ단 을류는 현대 일본어의 イ(/i/)와 ウ(/u/)의 중간 발음이며, エ단 을류 및 オ단 을류는 현대 일본어의 エ(/e/)와 オ(/o/)의 중간 발음(エ단 을류는 エ에 더 가까우며, オ단 을류는 オ에 더 가깝게)이라고 말하는 것이다. エ와 オ 사이에 근소한 발음의 차밖에 가지지 않는 모음이 두 개나 끼어 있어, 중고모음의 열에 모음이 네 개나 모여 있는 이 체계는 명확하게 불안정하며, 이 때문에 헤이안 시대 중기 이후 교토 방언과 같은 일본어의 주요 방언이 /a/・/e/・/i/・/o/・/u/의 안정된 5모음이 되는 계기였다고 오노는 설명한다.
오노는 더욱 고찰을 진행하여, 일본어의 내재변화로서의 음운사 이론을 구축하기에 이르렀다. 8모음 중 イ단 을・エ단 갑・エ단 을・オ단 갑은 애초에 나타나는 빈도가 상대적으로 적으며, 오로지 어중에만 출현한다는 특징이 있다. 게다가 복합어따위에서 모음이 연속으로 나올 경우에 생기는 것이 많다는 점에 근거하여, 연속하는 모음의 융합으로 인하여 생겨난 이차적인 모음이 아닐까하고 생각했다. 오노는 8모음 내부에서 다음과 같은 모음체계의 내적 구성을 생각했다.
- 상대어 이전의 일본어의 본래 기본모음은 ア・イ갑・ウ・オ을(a, i, u, ö)의 네 가지이다.
- 나머지 イ을・エ갑・エ을・オ갑은 위에서 서술한 네 모음의 융합에 의해 생겨난 이차적 모음이다. 구체적으로는 ウ＋イ갑 또는 オ을＋イ갑이 イ을(ui,öi→ï), イ갑＋ア가 エ갑(ia→e), ア＋イ갑이 エ을(ai→ë), ウ＋ア가 オ(ua→o)로, 각각 융합·변화하여 새로운 이차모음이 생겼다.

이 이해를 기반으로 하여 오노는 일본어에서 나타나는 동사의 활용의 기원을 설명했다. 4단동사 및 변격동사는 어간 말이 자음이고, 상1단동사·상2단동사·하2단활용은 어간 말이 기본 모음이며, 각각의 어미가 연결될 때 모음이 접촉하여 모음융합이 일어난 결과, 상고어에서 볼 수 있는 동사의 활용이 발생했다고 이해하면 동사 활용의 상당한 부분을 설명할 수 있게 되는 것이다.
오노는 나중에 이 '기본 4모음'이 남도조어(南島祖語)에서 추정되는 모음체계와 유사하다는 점에 근거하여, 일본어의 기반에는 남도어가 존재하는 것이 아닐까 하는 논의도 하였다.

## 8모음설에 대한 반론

### 마쓰모토 가쓰미
고대 일본어 8모음설은 널리 받아들여져 반쯤 정설이 되었으나, 1970년대에 들어 이에 대해 이견을 제시하는 학설이 잇따라 등장하며, 그 단서가 마쓰모토 가쓰미(일본어: 松本克己)의 〈고대 일본어 모음 조직에 대한 고찰 - 내적 재구의 시도(古代日本語母音組織考 －内的再建の試み－)〉이다.
마쓰모토는 아리사카의 음절 결합의 법칙에 대해 '동일 결합단위'라는 개념의 애매함을 지적하고 갑과 을로 나뉘는 모음뿐만 아니라 모든 모음에 대해 결합의 법칙성을 추구해야 한다고 하며, 1965년에 이루어진 후쿠다 료스케(일본어: 福田良輔)의 연구를 바탕으로 모음을 세 그룹으로 나누어 검증을 시도했다. 그 결과, 종전까지 갑을로 나뉜다고 여겨진 オ단의 모음은 상보적 분포를 나타내고 있으며, 모음이 쓰임에 따라 구별된 것이 아니라 음운적으로는 동일했다고 하였다. 마쓰모토는 그리스어의 음소 /k/의 표기를 근거로 들며, /k/에 대해 Κ와 Ϙ라는 두 종류의 문자가 사용되었다고 해서 그것이 그리스어에서 두 종류의 자음이 의도적으로 구별해서 사용되었다는 사실을 가리키는 것은 아니라는 것을 들어, 마찬가지로 상대 특수 가나 표기법에 대해서도 갑을의 구별이 그대로 당시의 모음 체계를 정확히 드러낸 것이 아니라는 것을 지적했다. 또한, イ단과 エ단의 모음에서의 갑류와 을류의 구별은 자음의 구개성(口蓋性)/비구개성의 대립에 원인이 있다고 하며, 상대에 모음의 구별은 행해지지 않았다고 하였다. 더욱이 마쓰모토는 일본어의 모음의 변천에 대해
1. i・a・u의 3모음
2. i・a~o・u의 4모음 (a와 o의 모음교체에 의해 o가 생겨남)
3. i・e・ï・a・o・u (u+i・o+i에서 ï가, a+i・i+a에서 e가 생겨남)
4. 현재의 5모음

과 같은 변천을 거쳤다고 하며, 상대 일본어의 모음 체계는 현대와 같은 5모음이었다고 결론지었다.

### 모리시게 사토시
마쓰모토 가쓰미의 논문 발표는 1975년 3월인데, 같은 해 9월에 모리시게 사토시(일본어: 森重敏)는 〈상대 특수 가나 표기법은 무엇인가(上代特殊仮名遣とは何か)〉를 발표하여, 마쓰모토와는 다른 관점에서 상대 특수 가나 표기법의 8모음설에 이의를 제시했다. 발표는 9월이나 이 논문이 집필된 것은 같은 해 2월이며, '정설'이었던 8모음설에 대한 반론이 거의 같은 시기에 집필되었다는 것이 된다.
우선 모리시게는 체언에 대한 감탄을 나타낼 경우에 그 뒤에 어떤 조사도 붙지 않고 단어가 그 상태로 쓰일 때, 조사를 대신하는 역할로 단어의 음운 그 자체에 イ를 더하는 경우가 있다고 설명했다. 즉, '花'(はな, 꽃)이 있으면 '花よ(꽃이여)'라는 형태를 취하는 것이 아닌 'ハナィ' 혹은 'ハィナ', 'ハィナィ'라고, 모음 그 자체에 イ를 붙여서 표현하는 경우가 있다고 하는 것이다. 여기서 ア단 음에 イ가 더해진 것이 エ로, ウ단 음에 イ가 더해진 것이 イ로, オ단 음에 イ가 더해진 것이 オ로 변화하여, 각각 을류라고 불리는 음이 되었다는 것이 모리시게의 요지이다.
모리시게 설 중에서 최종적을 일본어의 모음 체계는 5모음이었다고 하고 있다. 즉, 만요가나에서 보이는 글자의 구별은 도래인이 일본어에서는 불필요한 음성의 차이를 음운으로 이해해버린 것이라고 하는 것이다. 모리시게는 햅번식 로마자 표기법이 일본어에서는 분별할 필요가 반드시 있는 것은 아닌  sh, ch, ts, f따위를 분별한 것에 비교하며, 상대 특수 가나 표기법 중 コ 음만이 헤이안 시대 초기까지 남아 있었는데도 불구하고 히라가나에 그 분별이 존재하지 않았다는 것을 방증으로 들고 있다.

### 새로운 설을 휘감는 논쟁
이 시기를 같이 한 새로운 주장에 대해서는 다수의 반론이 전개되어, 1970년(1975년?) 12월부터 다음해 1월까지 마이니치 신문에서 이 설을 다루어 4회에 걸쳐 논의가 펼쳐졌다. 그 중에서도 격렬한 논쟁이 펼쳐졌던 것은 《언어(言語)》라는 잡지에서였다. 1976년 6월호 특집 〈모음조화를 살피다(母音調和を探る)〉에는 6모음설을 주장하는 핫토리 시로(일본어: 服部四郎)의 〈상대 일본어의 모음 체계와 모음조화(上代日本語の母音体系と母音調和)〉와 마쓰모토의 〈일본어의 모음 조직(日本語の母音組織)〉이 같이 게제되어, 서로의 설을 비판하는 체재가 채용되었다. 거기에 8월호에서는 오노 스스무가 〈상대 일본어의 모음 체계(上代日本語の母音体系)〉에서 양론을 소개하며 지론을 전개한 밖에, 11월호에서는 마쓰모토가 〈만요가나의 オ계열 갑을에 대해(万葉仮名のオ列甲乙について)〉에서, 12월에는 핫토리가 〈상대 일본어의 모음 음소는 6개이지 8개가 아니다(上代日本語の母音音素は六つであって八つではない)〉에서 서로 재반론하였다.
1981년에는 모리 히로미치(일본어: 森博達)가 〈당대 북방음과 상대 일본어의 모음 평가(唐代北方音と上代日本語の母音評価)〉에서 8모음 중 エ단 을류를 이중모음으로 취급하는 7모음설을 발표함과 동시에, 당대(唐代) 북방음과 절운(切韻)을 이용한 구체적 음가의 추정을 시도했다. 이에 대해서는 잡지 《국어학(国語学)》에서 히라야마 히사오(일본어: 平山久雄)와의 사이에서 〈모리 히로미치 씨의 일본서기 α군 원음 의거설에 대해(森博達氏の日本書紀α群原音依拠説について)〉, 〈히라야마 히사오 씨에게 답장 재차 일본서기 α군 원음 의거설을 논증함(平山久雄氏に答え再び日本書紀α群原音依拠説を論証す)〉, 〈모리 히로미치 씨의 일본서기 α군 원음 의거설에 대해, 재론(森博達氏の日本書紀α群原音依拠説について、再論)〉이라는 논쟁이 이루어지고 있다.
최근에는 종전의 설을 뿌리부터 뒤집는 주장은 발표되고 있지 않으나, 그렇다고 해서 상대 모음에 대한 결론이 나온 것은 아니다. 상대에는 몇 개의 모음이 실제로 존재했는가, 그 구체적인 음가는 무엇인가, 어째서 イ단・エ단・オ단의 일부만이 분별해서 사용되었는가 같은 의문에 대해서, 앞으로도 여러 분야에서의 접근이 기다리고 있다.

## 참고 문헌
- 大野晋「上代日本語の母音体系について」『言語』5-8, 1975년 8월
- 橋本進吉『国語音韻の変遷』岩波書店
- 橋本進吉『古代国語の音韻に就いて』岩波書店
- 服部四郎「上代日本語の母音体系と母音調和」『言語』5-6, 1975년 6월
- 服部四郎「上代日本語の母音音素は六つであって八つではない」『言語』5-12, 1975년 12월
- 平山久雄「森博達氏の日本書紀α群原音依拠説について」『国語学』128, 1982년 3월
- 平山久雄「森博達氏の日本書紀α群原音依拠説について、再論」『国語学』134, 1933년 9월
- 松本克己「古代日本語母音組織考 －内的再建の試み－」『金沢大学法文学部論集文学編』22, 1975년 3월
- 松本克己「日本語の母音組織」『言語』5-6, 1975년 6월
- 松本克己「万葉仮名のオ列甲乙について」『言語』5-11, 1975년 11월
- 松本克己『古代日本語母音論―上代特殊仮名遣の再解釈』ひつじ研究叢書（言語編 第4巻） ISBN 4938669315
- 森博達「唐代北方音と上代日本語の母音音価」『同志社外国文学研究』28, 1981년 2월
- 森博達「平山久雄氏に答え再び日本書紀α群原音依拠説を論証す」『国語学』131, 1982년 12월
- 森重敏「上代特殊仮名遣とは何か」『萬葉』89, 1975년 9월
- Miyake, Marc Hideo (2003). 《Old Japanese : a phonetic reconstruction》. London; New York: RoutledgeCurzon. ISBN 0-415-30575-6.
- 安田尚道「上代特殊仮名遣い」『日本語学研究事典』明治書院, 2007년

## 같이 보기
- 역사적 가나 표기법
- 만요가나